# گلوله توپ

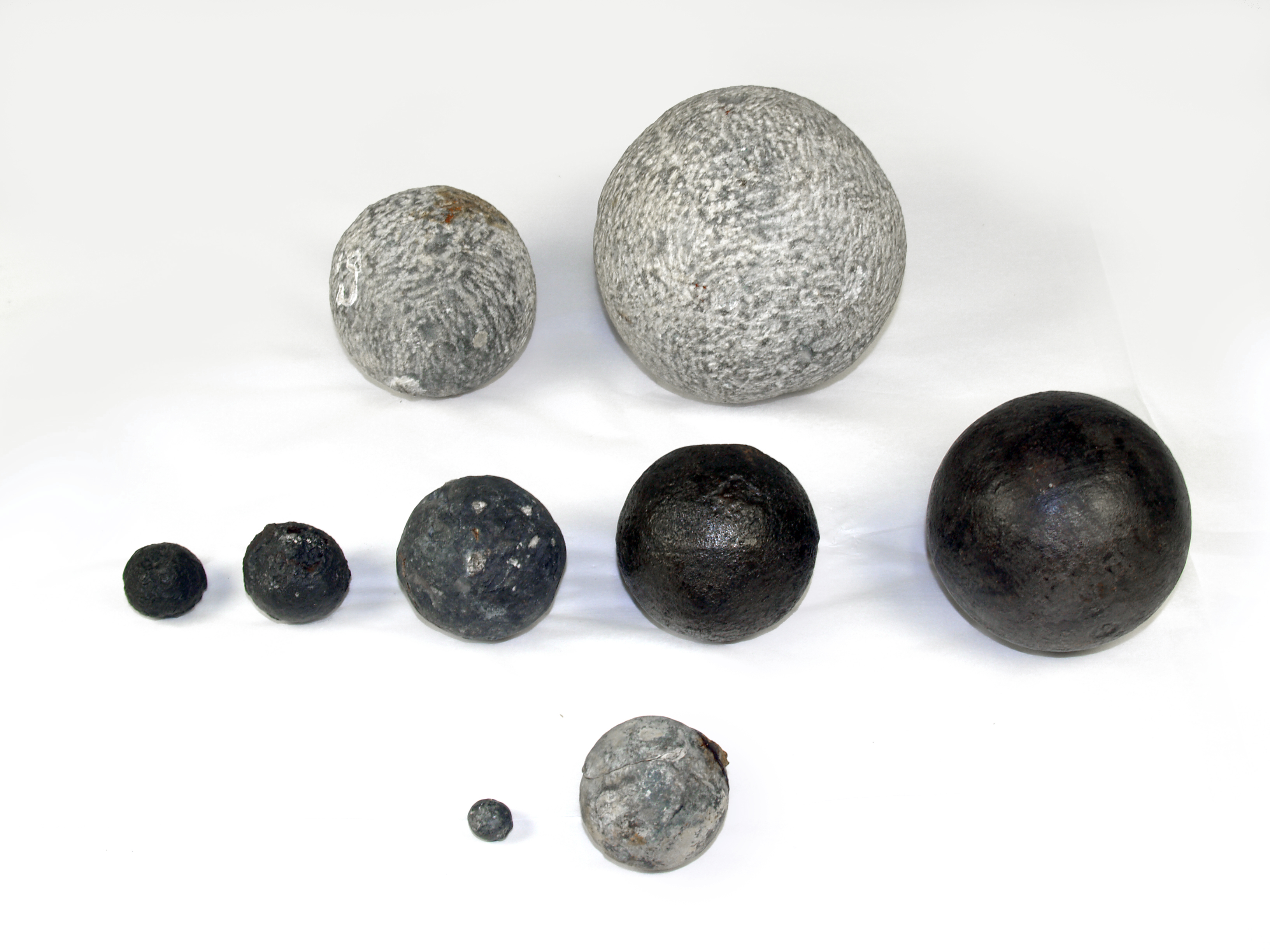
انواع گلولهٔ توپ از جنس سنگ، آهن و سرب

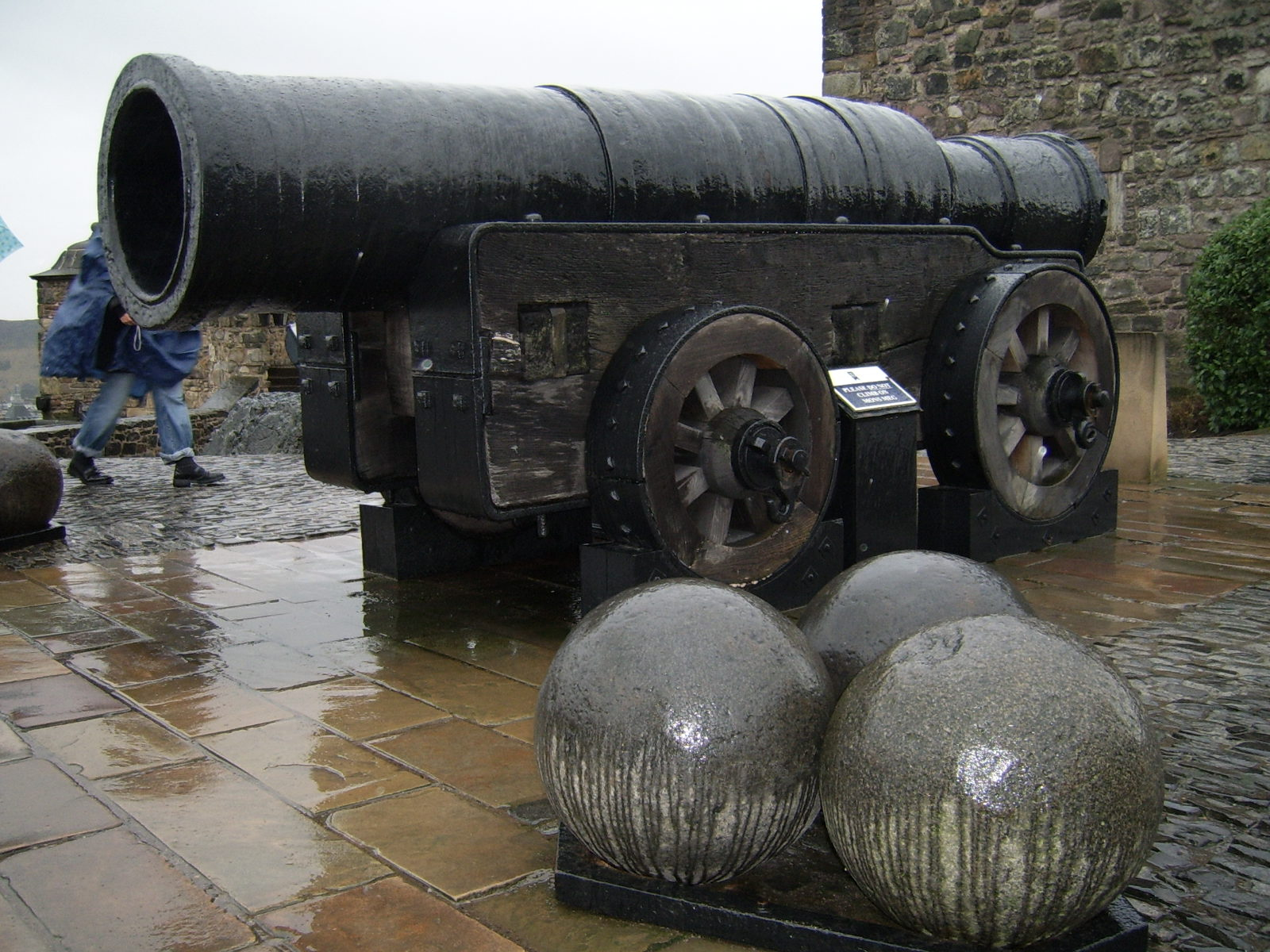
گلوله‌های توپ با کالیبر ۵۰ سانتی‌متری

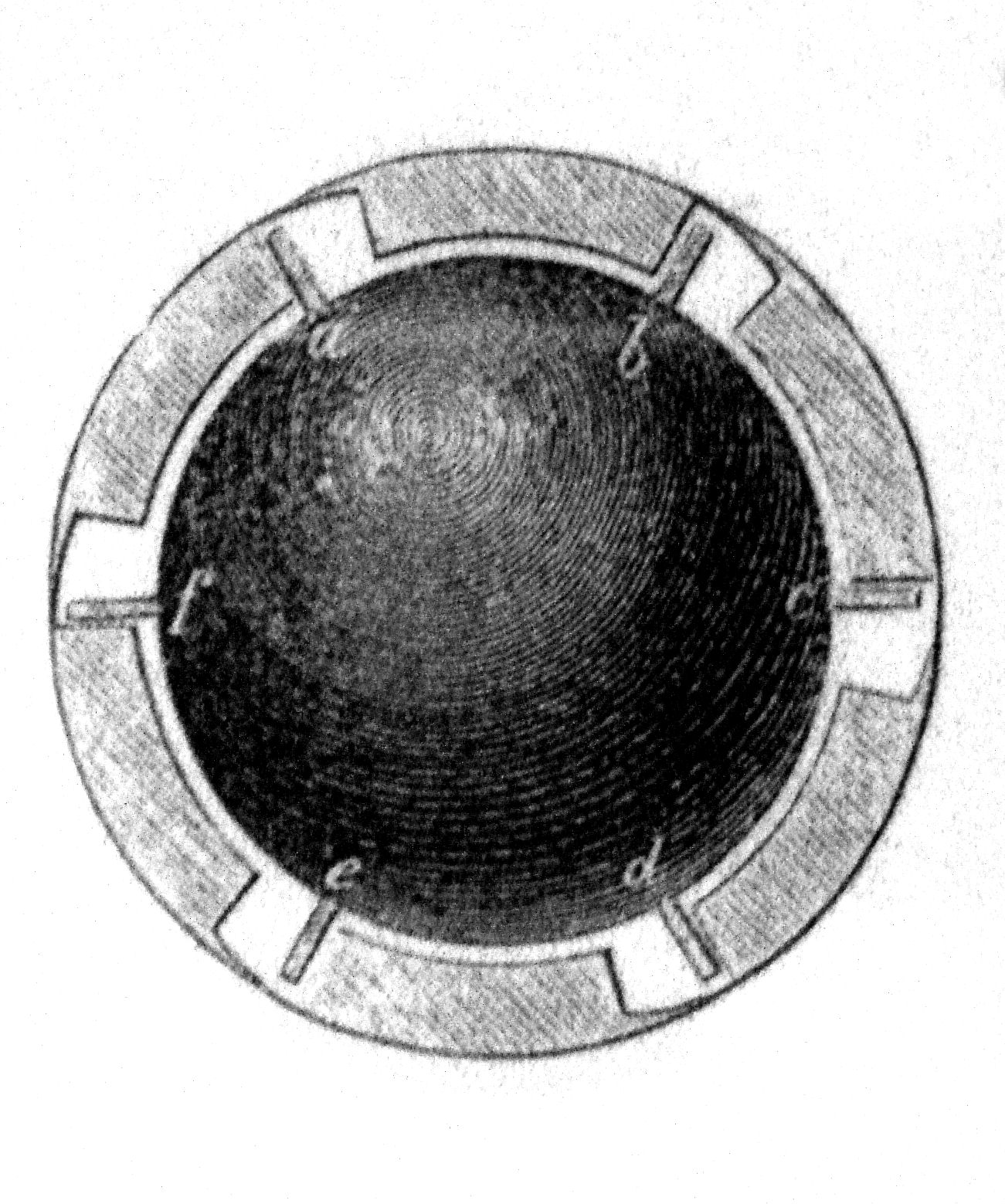
گلوله‌های توپ بالدار در حدود ۱۸۶۰

گلوله توپ (انگلیسی: Round shot) یک پرتابهٔ سخت بدون مواد منفجره است که از جنگ‌افزار توپ شلیک می‌شود. گلولهٔ توپ به شکل کره است و قطر آن کمی از کالیبر توپ کوچک‌تر است.
گلوله‌های توپ آهنی قالب‌ریزی‌شده را نخستین بار مهندسان توپخانهٔ فرانسوی پس از سال ۱۴۵۰ برای تخریب دیوار قلعه‌های سنتی انگلیسی ساختند. پیش از آن گلوله‌های توپ از سنگ ملات‌کاری شده ساخته می‌شد. امروزه به جای گلولهٔ توپ از خمپاره استفاده می‌شود.